# 格兰马草
格兰马草（学名：Bouteloua gracilis），为禾本科格兰马草属下的一个植物种。其种加词来源于拉丁文“gracilis”，意为“细长的”。